# Miasteczko Śląskie
Miasteczko Śląskie ( [mʲasˈtɛt͡ʂkɔ ˈɕlɔ̃skʲɛ]IPA, doslova 'Slezské Městečko', německy Georgenberg) je město v jižním Polsku ve Slezském vojvodství v okrese Tarnovské Hory. Leží na historickém území Horního Slezska na severním okraji katovické konurbace. V roce 2024 zde žilo 6 919 obyvatel. Patří k oblasti s vysokým podílem slezské národnosti – při posledním sčítání lidu se takto označilo 32,7 % obyvatel tarnohorského okresu.
Město je ze čtyř stran obklopené hustým pásem lesa (Lubliniecké lesy) a skládá se ze dvou od sebe výrazně oddělených celků: vlastního Miasteczka a městské části Żyglin-Żyglinek složené z někdejších obcí Żyglin (Groß-Zyglin) a Żyglinek (Klein-Zyglin). Dále k němu patří izolované lesní osady Brynica (Brinitz, na břehu stejnojmenné řeky, která v tomto úseku tvoří zemskou hranici mezi Slezskem a Malopolskem) a Bibiela (Bibiella).

## Název
Původní polský název používaný do 19. století zněl Żyglińskie Góry ('Żyglinské Hory'). V němčině bylo město pojmenováno Georgenberg na počest knížete 23. dubna 1561 udělil městská práva. Rudná ložiska se začala vyčerpávat v druhé polovině 18. století a poslední šachta byla trvale uzavřena v roce 1917.

## Historie
Nejstarší části města je Żyglin – vesnice založená během velké kolonizace ve 14. století. Její název souvisí s výrazem żglić = žíhat, pro její založení byl totiž kus lesa vyžďářen. Miasteczko vzniklo stejně jako nedaleké Tarnovské Hory v 16. století v souvislosti s těžbou rud stříbra, olova a zinku.
Żyglin a Miasteczko i s okolím byly součástí Opolského knížectví, a tudíž původně patřily Koruně království českého a Habsburské monarchii. Po první slezské válce v roce 1742 připadly Prusku a v rámci německého státu setrvaly do roku 1922, kdy byly spolu s částí Horního Slezska přiřknuty Polsku. Po roce 1945 Miasteczko ztratilo status města, který mu byl obnoven roku 1963 s přidáním k názvu přívlastku Śląskie. Při správní reformě v roce 1975 se Miasteczko Śląskie, Żyglin, Żyglinek, Brynica a Bibiela staly součástí města Tarnovské Hory. K jejich osamostatnění a vzniku Miasteczka Śląského v dnešní podobě došlo k 1. lednu 1995.
Největším průmyslovým podnikem v Miasteczku je tavírna zinku Huta Cynku Miasteczko Śląskie SA postavená v letech 1960–1972 na licenci bristolských závodů Imperial Smelting Processes. V současnosti zaměstnává přes osm set zaměstnanců a zaujímá areál o rozloze 160 ha v severní části města.

## Doprava
Prochází tudy tzv. uhelná magistrála, hlavní železniční spojnice Horního Slezska a Baltu vybudovaná v letech 1926–1933. Osobní vlaková doprava je však omezena na regionální spoje do Katovic přes Tarnovské Hory, do Kluczborku přes Lubliniec a do Wielunie. V Miasteczku se také nachází konečná stanice úzkorozchodné trati Bytom – Tarnovské Hory – Miasteczko Śląskie, která je jedním ze dvou pozůstatků kdysi rozvětvené sítě hornoslezských úzkorozchodek (Oberschlesische Schmalspurbahnen).